# Paullinia macrocarpa
Paullinia macrocarpa är en kinesträdsväxtart som beskrevs av L. Radlk.. Paullinia macrocarpa ingår i släktet Paullinia och familjen kinesträdsväxter. Inga underarter finns listade i Catalogue of Life.